# Olaf Frydenlund
Olaf Emil Frydenlund (* 16. Juni 1862 in Østfold; † 8. April 1947 in Aremark) war ein norwegischer Sportschütze.

## Erfolge
Olaf Frydenlund nahm an den Olympischen Spielen 1900 in Paris in fünf Disziplinen teil. Im Mannschaftswettbewerb des Dreistellungskampfes mit dem Armeegewehr wurde er an der Seite von Ole Østmo, Tom Seeberg, Ole Sæther und Helmer Hermandsen Zweiter und erhielt somit die Silbermedaille. Mit 4290 Punkten blieb man über 100 Punkte hinter den Gewinnern aus der Schweiz und zwölf Punkte vor den drittplatzierten Franzosen. Die International Shooting Sport Federation wertet den Schießwettbewerb bei den Spielen im Jahr 1900 parallel auch als Weltmeisterschaft. In den übrigen vier Disziplinen mit dem Armeegewehr – allesamt Einzelwettkämpfe – platzierte er sich jeweils außerhalb der besten Zehn.
Bei Weltmeisterschaften sicherte sich Frydenlund neben der Medaille im Rahmen der Olympischen Spiele noch eine Bronzemedaille, die er im Einzelwettkampf 1899 in Loosduinen mit dem Freien Gewehr im stehenden Anschlag über 300 m gewann.